# ويليام بوتسفورد جارفيس
ويليام بوتسفورد جارفيس (بالإنجليزية: William Botsford Jarvis)‏ هو شخصية أعمال أمريكي، ولد في 4 مايو 1799 في دانبري في الولايات المتحدة، وتوفي في 26 يوليو 1864 في تورونتو في كندا.